# Ovidiu Buta
Ovidiu Buta este un stilist internațional de origine română. A studiat comunicarea audio-vizuală în cadrul Academiei de Teatru și Film din București, este autorul și co-autorul a două cărți de specialitate apărute la Editura Polirom ( „Victima modei”, 2006 și Bărbatul și moda, 2009, cea din urmă fiind scrisă împreună cu Adina Nanu), iar editorialele lui au apărut în următoarele reviste de moda din lume: Numero, L'Officiel Rusia și Germania, Vogue, Vogue Portugal,  GQ Italy, GQ Brasil, GQ Mexico, GQ France, GQ România, Elle, Elle Deco, Cosmopolitan, Beau Monde, Harper's Bazaar Mexico, HB România.  
A lucrat cu următoarele vedete și manechine din lume: Kanye West, Alessandra Ambrosio, Isabeli Fontana, Tony Ward, Sebastian Stan, Lydia Hearst, Jane Seymour, David Gandy.
A stilizat colecții pentru New York Fashion Week, Berlin Fashion Week, International Exhibition Hanover și Shanghai și a semnat proiecte de moda în Beijing, Chicago etc.
În 2023 a participat la America Express împreună cu Joaquin Bonilla.